# Eupelagonema oceanica
Eupelagonema, Eupelagonemidae
Famille
Genre
Espèce
Eupelagonema oceanica, unique représentant du genre Eupelagonema et de la famille des Eupelagonemidae, est une espèce d'Euglénozoaires de la classe des Diplonemea. 

## Étymologie
Le nom de genre Eupelagonema, est composé du préfixe Eu- issu du grec εὖ- / eu- « bien, bon, vrai », du mot -pelago- dérivé du grec πέλαγος / pélagos « pleine mer », et du suffixe -nema, dérivé du grec νῆμα / nêma signifiant « fil,  filament ».
L'épithète spécifique « oceanica » vient du latin oceanicus, signifiant « de l’océan, océanique ».
Le nom complet signifie donc littéralement « Être filamenteux typique de la haute mer océanique ».

## Description
Eupelagonema oceanica se présente sous la forme de cellules incolores allongées, mobiles, de forme elliptique, ronde à une extrémité et aiguë à l'autre ; avec ou sans flagelle. 
Près de l'extrémité arrondie de la cellule, une indentation a été observée sur son contour. La longueur de la cellule est d'environ 20 µm. Son métabolisme n’a pas été observé.

## Habitat et répartition
Eupelagonema oceanica est une espèce marine répartie mondialement dans les eaux eupélagiques de différentes profondeurs, latitudes et provinces océaniques.

## Systématique
Le nom valide de ce taxon est Eupelagonema oceanica Okamoto (d) et al. 2018.

## Publication originale
- (en) Noriko Okamoto, Ryan M.R. Gawryluk, Javier del Campo, Jürgen F.H. Strassert, Julius Lukeš, Thomas A. Richards, Alexandra Z. Worden, Alyson E. Santoro et Patrick J. Keeling, « A revised taxonomy of diplonemids including the Eupelagonemidae n. fam. and a type species, Eupelagonema oceanica n. gen. & sp. », Journal of Eukaryotic Microbiology, vol. 66, no 3,‎ 6 août 2018, p. 519-524 (ISSN 1066-5234, lire en ligne, consulté le 20 mai 2025).